# Anna Bossman
Anna Bossman (sinh ngày 1 tháng 12 năm 1957) là một người ủng hộ nhân quyền Ghana. Bà trước đây là giám đốc của Cục Liêm chính và Chống tham nhũng của Ngân hàng Phát triển Châu Phi (AfDB). Năm 2017, bà được bổ nhiệm làm đại sứ của Ghana tại Pháp.

## Giáo dục
Sinh ra ở Kumasi, Ghana, với Tiến sĩ Jonathan Emmanuel Bossman, cựu đại diện của Ghana tại Liên Hợp Quốc tại Geneva, và Alice Decker, Anna Bossman đã theo học trường Holy Child ở Cape Coast, học tại trường Achimota để học trung học. bà tốt nghiệp Đại học Ghana, Legon với bằng Luật và Khoa học Chính trị và từ Trường Luật Ghana năm 1980, được gọi vào Đoàn luật sư Ghana năm đó.

## Sự nghiệp
Sau khi làm trợ lý luật sư tại Bộ Tư pháp Ghana, Bossman đi vào hoạt động tư nhân và trong 25 năm sau đó sẽ theo đuổi sự nghiệp trong ngành dầu khí và năng lượng, làm việc với các công ty quốc tế lớn (bao gồm Tenneco) tại Gabon (nơi bà là tổng thư ký phụ nữ đầu tiên của Liên minh các công ty dầu khí Gabonese), Congo, Côte d'Ivoire, Angola, cũng như ở Ghana, năm 1996, bà thành lập Bossman Consultingancy Limited để hỗ trợ cho các ngành năng lượng và năng lượng, các tổ chức quốc tế và các cơ quan tài trợ cũng như các công ty tư nhân và các nhà đầu tư kinh doanh.
bà là Phó Ủy viên Ủy ban Nhân quyền và Tư pháp Hành chính (CHRAJ) của Ghana từ năm 2002 đến 2010, nơi bà được bổ nhiệm làm Quyền Ủy viên.
Vào tháng 7 năm 2011, bà được Tập đoàn Ngân hàng Phát triển Châu Phi thuê làm Giám đốc của Cục Liêm chính và Chống Tham nhũng, phụ trách điều tra các vụ lừa đảo, tham nhũng và các sai lầm khác.
Vào tháng 6 năm 2017, bà được bổ nhiệm làm đại sứ Ghana tại Pháp và trao thư tín nhiệm cho Tổng thống Pháp Emmanuel Macron vào ngày 13 tháng 10 năm 2017. bà cũng là đại sứ của Ghana tại Bồ Đào Nha và đại diện thường trực của đất nước bà tại UNESCO.

## Cuộc sống cá nhân
bà trước đây đã kết hôn với cựu ứng cử viên thủ tướng của Burkina Faso, Pierre Claver Damiba; và họ đã có một bà con gái.

## Giải thưởng
2008 - Giải thưởng dành cho phụ nữ thành công của Ghana về sự xuất sắc về Nhân quyền 